# Шта да се ради
„Шта да се ради” је југословенска телевизијска серија снимљена 1975. године у продукцији Телевизије Београд.

## Улоге
| Глумац            | Улога                            |
| ----------------- | -------------------------------- |
| Милан Ерак        | Домаћин                          |
| Бранислав Зоговић | Домаћин 2 (као Бранимир Зоговић) |

Комплетна ТВ екипа ▼
| Редитељ              | Станко Црнобрња   |
| Сценариста           | Јелена Ђукић      |
| Композитор           | Варткес Баронијан |
| Директор фотографије | Часлав Пантелинац |
| Монтажер             | Миланка Нановић   |